# Justicia flava
Justicia flava är en akantusväxtart som först beskrevs av Vahl, och fick sitt nu gällande namn av Vahl. Justicia flava ingår i släktet Justicia och familjen akantusväxter. Inga underarter finns listade i Catalogue of Life.